# Chloroclystis nereis
Chloroclystis nereis là một loài bướm đêm trong họ Geometridae.